# Jens Bindesbøll
Jens Bindesbøll, född den 13 mars 1756, död den 19 juli 1830, var en dansk präst, far till arkitekt Michael Gottlieb Bindesbøll och biskop Severin Claudius Wilken Bindesbøll. 
Bindesbøll var klockarson från Åstrup vid Faaborg. År 1778 dimitterades han från Odense skola och studerade till att börja med filologi. 1780-83 var han huslärare hos kammarherre Moth i Köpenhamn och deltog med sin vän Christian Hornemann - vars karakteristik han har meddelat i företalet till dennes efterlämnade filosofiske skrifter - och Rasmus Nyerup med flera i det Rybergske Øvelsesselskab och var allmänt ansedd som en mycket lovande ung man. Ett tal på Kristian VII:s födelsedag, utgivet 1783, stammar från detta sällskap. 
Senare var han alumn på Borchs Kollegium och tog filologisk examen 1786. Men plötsligt förändrade han sina levnadsplaner, förberedde sig på kort tid till teologisk attestats, blev få månader efter avslutad examen kallad till sognepræst i Bringstrup Sogn och Sigersted Sogn på Sjælland (1788) och gifte sig med sin väns syster, Karen Johanne Hornemann (död 1807), prästdotter från Ærø. 
År 1797 förflyttades han til Ledøje (vid Köpenhamn), där han verkade till sin död. Bindesbøll var i sin ungdom en ivrig kantian. Då biskop Nicolai Edinger Balle visiterade hos honom 1800, fick biskopen, som ville skämta med den nya tidens filosofi och politiska ideal, en uhyggelig medfart av Bindesbøll efter vad han själv har berättat . I övrigt var Bindesbøll, som lär ha varit en ovanligt kraftfull och karaktärsfast personlighet, av sin samtid ansedd som en duktig präst.